# Ludwig Rohbock
Ludwig Rohbock, né le 30 mars 1824 à Sulzbach près de Nuremberg et mort le 12 janvier 1893 à Munich, est un dessinateur allemand de paysage et d'architecture et un graveur sur acier.

## Biographie
Rohbock a été baptisé Balthasar Josef Ludwig, il est resté célibataire toute sa vie. Il a d'abord travaillé comme graveur sur acier, peintre et dessinateur de paysage à Nuremberg, avant de s'installer à Munich en 1888 comme peintre indépendant et à la suite d'une maladie.
Rohbock voyagea en outre en Allemagne, en Autriche, en Suisse, en Hongrie et en Transylvanie, réalisant de nombreux dessins dont il fit plus tard des gravures sur acier. Des dessins de villes et de paysages allemands et suisses en particulier servirent de modèles pour des gravures sur acier largement diffusées et furent en partie gravés par Johann Poppel.
Rohbock dessina également des séries de gravures sur acier représentant des vues du Harz (1853), du Rhin (1855) et de Hongrie et de Transylvanie (1857). Après ses dessins, des chromolithographies représentant des vues de l'Oberland bernois ont été publiées vers 1875. Vers 1855, il dessina une série de vues du Danube qu'il grava lui-même sur l'acier. 